# Monochrome
Monochrome é o sexto álbum de estúdio da banda Helmet, lançado a 18 de Julho de 2006.
Este álbum apresenta um novo baterista, Mike Jost. A faixa "Monochrome" faz parte da banda sonora do filme Saw III.
O álbum atingiu o nº 11 do Top Independent Albums.

## Faixas
Todas as faixas por Hamilton, exceto † por Hamilton/Jost/Traynor.
1. "Swallowing Everything" – 3:54
2. "Brand New"† – 4:11
3. "Bury Me" – 4:31
4. "Monochrome" – 3:50
5. "On Your Way Down"† – 4:16
6. "Money Shot" – 3:14
7. "Gone" – 3:31
8. "Almost Out of Sight" – 4:17
9. "Howl" – 1:04
10. "410" – 4:37
11. "Goodbye" – 5:33

## Créditos
- Page Hamilton - Guitarra, vocal
- Chris Traynor - Guitarra, baixo
- Mike Jost - Bateria